# Math-Rock
Math-Rock (abgeleitet von Math, englische Kurzform von „Mathematik“) ist ein im Progressive Rock verwurzelter Musikstil, der sich in den späten 1980er Jahren durch komplexe gitarrenlastige Rhythmen auf Grundlage der experimentellen Rockmusik entwickelte. Die Stilrichtung zeichnet sich durch komplexe, atypische rhythmische Strukturen, abgehackte Melodien, Riffdominanz und dissonante Akkorde aus.

## Eigenschaften
Math-Rock legt Wert auf ungerade Taktarten, verwickelte Metren und dissonante Klänge. Häufig verwendet werden asymmetrische Taktarten wie 7/8, 11/8, 13/8, oder ständig wechselnde Takte in Gruppen von zwei oder drei Takten. Diese rhythmische Komplexität wird von Zuhörern oft als mathematische Präzision empfunden und gab der Stilrichtung ihren Namen.
Musikalisch leitet sich Math-Rock von Rock-Genres wie Rock, Heavy Metal und Punkrock ab.
Der Sound ist dominiert von Gitarre und Schlagzeug (wie in traditionellem Rock), jedoch stechen Schlagzeuger bei dieser Stilrichtung aufgrund der hohen Komplexität oft stärker hervor. Instrumentalsoli sind praktisch nicht anzutreffen.
Oft wird im Math-Rock gänzlich auf Gesang verzichtet, etwa bei rein instrumentellen Bands wie Don Caballero und Hella. Gesang bzw. Songtexte stehen in diesem Genre nicht im Mittelpunkt, sondern werden eher als Teil des Ganzen gesehen.

## Einflüsse
Beeinflusst wurde der Math-Rock durch Progressive Rock sowie frühe Avantgarde-Rock-Musiker wie Massacre, Bill Laswell, Captain Beefheart und John Zorn.

## Bands
Zu den Bands dieser Stilrichtung gehören Spastic Ink, American Football, Covet, Don Caballero, Mutiny on the Bounty, Hella, Faraquet, Elephant Gym, Tera Melos, Battles, Foals, El Grupo Nuevo de Omar Rodriguez Lopez, The Hirsch Effekt, Algernon Cadwallader, Bellini, CHLL PLL, Native, Castevet, Haymarket Riot, Shellac und the Singer is Dead.
Auch in Japan ist Math Rock verbreitet. Bands des Genres sind beispielsweise Toe, Stereo Type, loqt, you you all the same, Origami JP, soha, The Brown, The Cabs, Muno und Tricot.

## Verwandte Stilrichtungen
Eine eng verwandte Gattung ist Post-Rock, allerdings zeichnet sich dieser durch eher jazzartiges Trommelspiel aus. Außerdem sind im Post-Rock dissonante Melodien seltener anzutreffen.